# Monte Rovella
Il Monte Rovella (889 m s.l.m., un tempo chiamato La Roella e anche noto come Caplun) è una montagna delle Prealpi Biellesi.
Si trova in provincia di Biella (BI) lungo lo spartiacque tra il bacino del Torrente Strona di Mosso propriamente detto e quello del suo maggiore affluente, il Torrente Quargnasca. 

## Descrizione

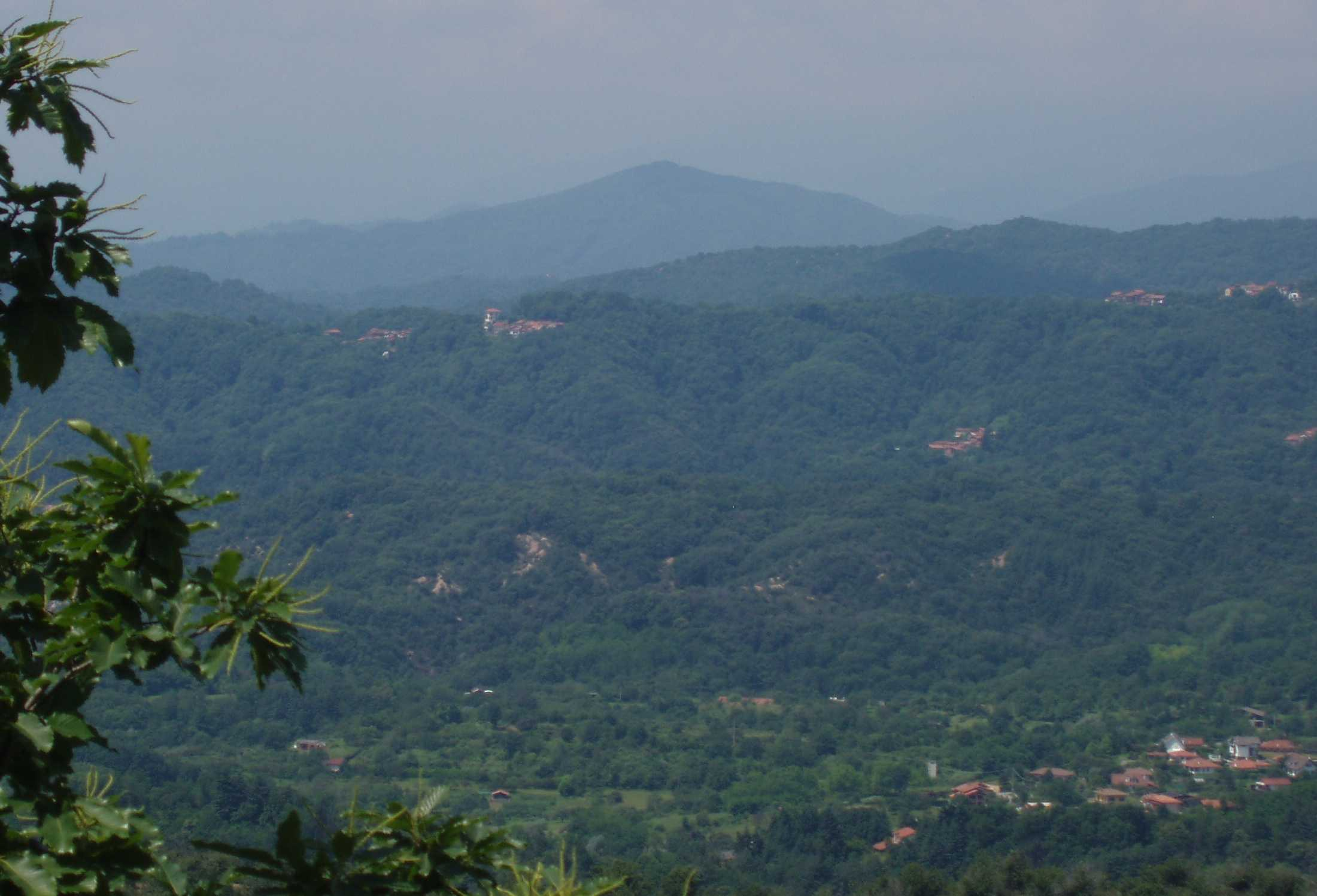
Il profilo della Rovella delle colline a est di Sostegno

La Rovella è un rilievo prealpino sulla cui cima convergono tre ampi costoloni boscosi: quello diretto verso ovest e quello diretto verso sud-est appartengono allo spartiacque Strona di Mosso-Quargnasca, mentre il terzo punta verso nord e va e esaurirsi sul fondo della Valle Strona poco a monte di Valle Mosso. La prominenza topografica del monte è di 213 m.
È compreso nei territori comunali di Bioglio e di Valle San Nicolao.
Il monte domina con la sua mole e la sua altezza relativamente elevata le colline del Biellese centrale ed è ben individuabile da quasi tutta la provincia; su tutti i versanti è ammantato di boschi di latifoglie, principalmente castagni. In corrispondenza dell'insellatura ad ovest della cima che separa la Rovella dalla collina di Pettinengo sorge il piccolo Santuario di Banchette. 

## Storia
La cima della Rovella sarebbe stata uno dei capisaldi della cintura di fortificazioni che il Vescovo di Vercelli fece erigere all'inizio del XIV secolo per isolare Fra' Dolcino ed i suoi seguaci, allora attestati sul monte Rubello, al confine tra Biellese e Val Sessera. Nel 1990 la Sovrintendenza Archeologica per il Piemonte ha curato una campagna di scavi nei pressi della cima portando alla luce evidenti tracce di una occupazione temporanea del luogo e resti riconducibili alla presenza di un campo trincerato. Il periodo a cui si riferiscono questi ritrovamenti è stato giudicato compatibile con l'epoca della vicenda dolciniana, mentre è stata esclusa la possibilità che la montagna fosse stata fortificata in modo permanente.
Sempre sulla cima della Rovella fu costruito in epoca più tarda un edificio religioso a pianta circolare del quale sono ancora oggi visibili i resti. Nella tradizione popolare le pendici della Rovella sono state spesso considerate un rifugio delle masche (termine locale per streghe).

## Escursionismo
La cima della Rovella si raggiunge facilmente dal Santuario di Banchette per strada sterrata e sentiero; da Bioglio il sentiero è più ripido e meno agevole.
Un sentiero sale anche dalla Romanina, frazione del comune di Veglio situata nei pressi del fondovalle dello Strona di Mosso. 
Dalla cima il panorama, che sarebbe vastissimo, è limitato dalla fitta vegetazione arborea. Le numerose sterrate che attraversano la zona ne fanno un ottimo terreno per la pratica della mountain bike.